# Resolutie 1257 Veiligheidsraad Verenigde Naties
Resolutie 1257 van de Veiligheidsraad van de Verenigde Naties werd unaniem door de Veiligheidsraad van de Verenigde Naties aangenomen op 3 augustus 1999, en verlengde de VN-missie in Oost-Timor met een maand.

## Achtergrond
Nadat Portugal zijn kolonies losgelaten had, werd Oost-Timor eind 1975 na een korte burgeroorlog onafhankelijk. Korte tijd later viel Indonesië het land binnen en brak een oorlog uit, waarna Oost-Timor werd ingelijfd. In 1999 stemde Indonesië in met een volksraadpleging over meer autonomie of onafhankelijkheid, waarop het merendeel van de bevolking voor de tweede optie koos.

## Inhoud
De Veiligheidsraad:
- Herinnert aan de vorige resoluties over Oost-Timor, en vooral resolutie 1246.
- Door secretaris-generaal Kofi Annan geïnformeerd over diens beslissing om de volksraadpleging uit te stellen tot 30 augustus en zijn verzoek om de UNAMET-missie een maand te verlengen.

1. Besluit het mandaat van UNMET te verlengen tot 30 september.
2. Besluit op de hoogte te blijven.

## Verwante resoluties
- Resolutie 1236 Veiligheidsraad Verenigde Naties
- Resolutie 1246 Veiligheidsraad Verenigde Naties
- Resolutie 1262 Veiligheidsraad Verenigde Naties
- Resolutie 1264 Veiligheidsraad Verenigde Naties

Lijst ·  1220 ·  1221 ·  1222 ·  1223 ·  1224 ·  1225 ·  1226 ·  1227 ·  1228 ·  1229 ·  1230 ·  1231 ·  1232 ·  1233 ·  1234 ·  1235 ·  1236 ·  1237 ·  1238 ·  1239 ·  1240 ·  1241 ·  1242 ·  1243 ·  1244 ·  1245 ·  1246 ·  1247 ·  1248 ·  1249 ·  1250 ·  1251 ·  1252 ·  1253 ·  1254 ·  1255 ·  1256 ·  1257 ·  1258 ·  1259 ·  1260 ·  1261 ·  1262 ·  1263 ·  1264 ·  1265 ·  1266 ·  1267 ·  1268 ·  1269 ·  1270 ·  1271 ·  1272 ·  1273 ·  1274 ·  1275 ·  1276 ·  1277 ·  1278 ·  1279 ·  1280 ·  1281 ·  1282 ·  1283 ·  1284